# Mantispa deliciosa
Mantispa deliciosa är en insektsart som först beskrevs av Navás 1927.  Mantispa deliciosa ingår i släktet Mantispa och familjen fångsländor. Inga underarter finns listade i Catalogue of Life.